# Candyman (film 2021)
Candyman è un film del 2021 diretto da Nia DaCosta.
La pellicola è il sequel diretto del film Candyman - Terrore dietro lo specchio (1992) diretto da Bernard Rose.

## Trama
Chicago, 2019. Anthony McCoy è un artista visivo che convive con la sua ragazza, la direttrice della galleria d'arte Brianna Cartwright. Una notte, il fratello di Brianna, Troy condivide la leggenda metropolitana di Helen Lyle, una studentessa bianca colpevole di una follia omicida nell'anno 1992. La storia narra che la sua furia culminò in un rogo al di fuori delle case popolari Cabrini-Green, con il tentativo di sacrificare un bambino. I residenti riuscirono a salvare quest'ultimo da Helen prima che morisse nel fuoco in un apparente atto di auto-immolazione.
Alla disperata ricerca di una scintilla creativa e per dare una svolta alla sua carriera, Anthony si aggrappa a questa storia e vaga per Cabrini-Green in cerca di ispirazione. Qui ha un incontro casuale con William Burke, proprietario di una lavanderia, che lo introduce alla storia di Candyman. Quando Burke era un bambino, ebbe un incontro spaventoso con Sherman Fields, un uomo dalla mano uncinata che la polizia credeva fosse colpevole di aver messo una lametta in un pezzo di caramella, finito nelle mani di una bambina bianca. Burke, spaventato dalla figura di Sherman, incautamente, avvertì la polizia della sua presenza tra le mura di uno dei condomini, e così  Sherman fu picchiato a morte. Egli venne però ben presto scagionato quando, dopo la sua morte, altri bambini ricevettero caramelle con lamette da barba. La leggenda narra che ripetere cinque volte il nome "Candyman" davanti a uno specchio invochi lo spirito di Sherman, e a quel punto appaia nel riflesso uccidendo chiunque abbia pronunciato il suo nome.
Ispirato da ciò, Anthony sviluppa una mostra d'arte attorno alla leggenda di Candyman e la mette in mostra nella galleria di Brianna, ma è costernato quando non ottiene il successo che sperava. Quella stessa notte, uno dei colleghi di Brianna e la sua ragazza vengono massacrati da Candyman dopo aver pronunciato il suo nome secondo il rituale. I loro corpi insanguinati vengono scoperti il mattino seguente da Brianna. Altre persone vengono uccise dopo aver ripetuto il nome di Candyman, tra cui una critica d'arte e un gruppo di ragazze adolescenti nei bagni della scuola.
Nel frattempo, Anthony inizia poco a poco a subire una trasformazione fisica derivante da una puntura d'ape  alla mano mentre passeggiava per Cabrini-Green. La puntura si sviluppa in una crosta che inizia a diffondersi e a coprire tutto il suo corpo. Anthony, preoccupato, va in ospedale per farsi controllare, dove scopre che sua madre ha mentito su dove è nato. Decide così di far visita a sua madre, la quale gli rivela di essere il bambino salvato la notte in cui morì Helen Lyle. Anche se la verità è che Helen lo ha salvato da Candyman, che lo ha rapito e ha pianificato di sacrificarlo nel fuoco, non gliel'ha mai detto perché voleva che Anthony avesse una vita normale. La comunità aveva giurato di non tramandare più la leggenda di Candyman dopo quella notte ma sua madre teme per Anthony ora che qualcuno ha rotto il loro patto. Il figlio parte, rassegnato al suo destino, e vaga per le case a schiera di Cabrini-Green.
Preoccupata per Anthony, Brianna ricorda che lo ha sentito parlare per la prima volta di Candyman dal racconto di Burke, quindi si dirige a Cabrini-Green nella speranza di trovarlo. Una volta lì, Burke rapisce Brianna e la porta in una chiesa abbandonata, dove Anthony è entrato in uno stato di trance mentre il suo corpo continua a deteriorarsi.
Burke afferma che quando era piccolo, non solo ha visto la polizia picchiare a morte Sherman, ma lo ha anche visto tornare più tardi nelle vesti di Candyman, massacrando sua sorella maggiore quando lei lo invocò attraverso lo specchio del bagno del loro appartamento. Inoltre rivela di avere in programma di far uccidere Anthony dalla polizia, creando una nuova leggenda in cui Candyman è uno strumento di vendetta piuttosto che un simbolo del dolore e della sofferenza dei neri. Per completare la trasformazione in Candyman, Burke taglia la mano destra di Anthony e la sostituisce con un uncino.
Brianna riesce a fuggire dalla chiesa e viene inseguita nelle case a schiera di Cabrini-Green da Burke, che viene pugnalato brutalmente a morte. Anthony appare e crolla tra le sue braccia mentre la polizia, attirata sulla scena da Burke, si presenta e spara a Anthony a morte. Brianna è ammanettata e fatta sedere nel retro di un SUV della polizia, dove un ufficiale tenta di intimidirla affinché confermi la versione in cui Anthony abbia provocato l'altro agente a sparargli. Brianna usa lo specchietto retrovisore dell'auto per evocare Anthony, ora Candyman, che massacra tutti gli agenti di polizia sulla scena. Man mano che arrivano altri poliziotti, Candyman assume le sembianze di Daniel Robitaille e dà a Brianna un'unica istruzione: «Dillo, spargi la voce».

## Produzione
Le riprese del film sono iniziate nell'agosto 2019 e sono terminate nel settembre seguente.
Il budget del film è stato di 25 milioni di dollari.

## Promozione
Il primo teaser trailer del film viene diffuso il 25 febbraio 2020 attraverso l'account Twitter della serie Candyman; nello stesso giorno viene diffuso anche il primo poster, mentre il trailer esteso è stato diffuso il 27 febbraio.

## Distribuzione
La pellicola, inizialmente fissata per il 12 giugno 2020, poi rinviata al 16 ottobre dello stesso anno a causa della pandemia di COVID-19, è stata distribuita nelle sale cinematografiche statunitensi a partire dal 27 agosto 2021, ed in quelle italiane dal giorno prima.

### Divieti
Negli Stati Uniti il film è stato vietato ai minori di 17 anni per la presenza di "violenza sanguinosa e riferimenti sessuali".

## Accoglienza

### Incassi
Il film ha debuttato al primo posto nel botteghino statunitense con un incasso di 22,3 milioni di dollari.

### Critica
Grazie al film, la regista Nia DaCosta è stata inserita da Peter Debruge, critico di Variety, nella lista dei dieci registi più promettenti da tenere d'occhio per il futuro.

### Primati
Si tratta del primo film diretto da una donna afroamericana ad aver debuttato al primo posto nel botteghino statunitense.

## Riconoscimenti
- 2022 - Critics' Choice Awards[10]
  - Candidatura per il miglior film horror
  - Candidatura per il miglior attore protagonista in un film horror a Yahya Abdul-Mateen II
  - Candidatura per il miglior cattivo a Tony Todd